# Craterocephalus helenae
Craterocephalus helenae é uma espécie de peixe da família Atherinidae.
É endémica da Austrália.